# Rimantas Norvila
Rimantas Norvila (Baptai, município distrital de Kaunas, SSR da Lituânia, 2 de dezembro de 1957) é um padre católico lituano, bispo jovem e bispo de Vilkaviškis.
Em 1975, Rimantas Norvila formou-se na 26ª Escola Secundária de Kaunas e iniciou os estudos de diploma no Instituto Politécnico de Kaunas. De 1976 a 1978 prestou serviço militar obrigatório no Exército Soviético. Posteriormente trabalhou em diversas empresas e instituições (cerca de 8 anos).
Em 1986 ingressou no Seminário de Kaunas e foi ordenado em 24 de fevereiro de 1991. Depois trabalhou como vigário na Catedral de Kaunas, nas paróquias de São José, Prisikėlimo (Paróquia da Ressurreição).
Em 1993 tornou-se Chanceler da Cúria da Arquidiocese de Kaunas.
Em 1995 Norvila estudou teologia em Roma e obteve a licenciatura.
Em 28 de maio de 1997, Rimantas Norvila foi nomeado bispo auxiliar em Kaunas pelo Papa João Paulo II e nomeado bispo titular de Castrum. Foi ordenado bispo em 29 de junho de 1997 pelo Arcebispo de Kaunas, Sigitas Tamkevičius. Os co-consagradores foram Audrys Juozas Bačkis, Arcebispo de Vilnius, e Vladas Michelevicius, bispo titular de Thapsus e bispo auxiliar em Kaunas.
Foi regente temporário do Seminário de Kaunas (julho de 1997 a julho de 2001) e Vigário Geral do Arcebispo de Kaunas (27 de julho de 1999).
Em 5 de janeiro de 2002, Norvila tornou-se Bispo de Vilkaviškis (nomeado por João Paulo II), com posse celebrada na Catedral de Vilkaviškis em 10 de fevereiro.
Desde 20 de setembro de 2002, é presidente do Conselho da Juventude da Conferência Episcopal da Lituânia (LVK) e do Conselho para as Relações com a Conferência Episcopal Polonesa da LVK, membro do Conselho Permanente da LVK desde 20 de setembro ( 2005).